# И спустился ворон
«И спустился ворон» (англ. «Down Came A Blackbird») — фильм режиссёра Джонатана Сэнгера, с Раулем Хулия, Лорой Дерн и Ванессой Редгрейв в главных ролях. Это было последнее появление Хулия в фильме, снятом в октябре 1994 года. Хулия умер через две недели после завершения производства и за год до его выхода.

## Сюжет
В одной латиноамериканской стране убивают фотографа, а его девушке удаётся спастись, но она получает серьёзную травму, в результате чего ей приходится постоянно принимать лекарства. Девушка зарабатывает на жизнь журналистикой. Очередная её статья должна быть о женщине, заведующей клиникой для реабилитации жертв пыток. Она сама когда-то была в нацистских лагерях и сейчас пытается помочь пострадавшим. Журналистка общается с ней и изучает организацию клиники.

## В ролях
- Рауль Хулиа — Томас Рамирес англ. «Tomas Ramirez»
- Лора Дерн — Хелен Макнулти англ. «Helen McNulty»
- Ванесса Редгрейв — Анна Ленке англ. «Anna Lenke»
- Клифф Горман — грек Ник англ. «Nick the Greek»
- Сарита Чоудхури — англ. «Myrna»
- Джей О. Сэндерс — Ян Талбек англ. «Jan Talbeck»
- Джеффри ДеМанн — Роб Рубенштейн англ. «Rob Rubenstein»
- Фалконер Абрахам — англ. «Kouadio»

## Съёмочная группа
- Художник: Барбара Данфи
- Композитор: Грэм Ревелл
- Монтаж: Тони Морган